# (24308) Cowenco
(24308) Cowenco (1999 YC9) – planetoida z grupy pasa głównego asteroid okrążająca Słońce w ciągu 5,11 lat w średniej odległości 2,96 j.a. Odkryta 29 grudnia 1999 roku.